# Princess Ai
Princess Ai (プリンセス・アイ物語?, Purinsesu Ai monogatari, lett. "Racconto della principessa Ai") è un fumetto co-prodotto da Tokyopop, Kitty Radio e Shinshokan riunendo alcuni nomi della musica internazionale e del fumetto giapponese. Tokyopop detiene i diritti della serie in tutto il mondo.

## Autori
Creato da Courtney Love e D.J. Milky, Princess Ai è stato scritto da D.J. Milky e Misaho Kujiradou, che si è occupata anche dei disegni, basati sul character design di Ai Yazawa.

## Storia

### Trama generale
Una giovane misteriosa, Ai, è a Tokyo senza saperne il motivo. Convinta di provenire da un altro pianeta e di essere alla ricerca di qualcosa, si imbatte in un ragazzo che conquista il suo cuore, il biondo Kent, bibliotecario dell'università. In breve tempo Ai diventa una rockstar, ma deve fare i conti con i suoi nemici alieni che la inseguono.

### Sinossi
Ai si ritrova, disorientata, a Shinjuku. Le uniche cose che ricorda sono il suo nome, la sua provenienza (un altro pianeta) e il fatto che sta cercando qualcosa che non ricorda. Ha con sé una scatola a forma di cuore decorata con pietre preziose; quando un ladro prova a rubarle l'oggetto, viene fermato da Kent, giovane chitarrista che lavora presso la biblioteca dell'università.
Ai trova rifugio a casa del ragazzo, che abita insieme a Hikaru, innamorato di Kent e per questo non proprio ben disposto nei confronti di Ai.
La ragazza è dotata di straordinarie doti canore e riesce a farsi assumere come cantante allo strip-club Cupido. Qui attira le attenzioni di Takeshi, aitante talent scout della più grande agenzia giapponese del settore, la H. T. A. (Hayabusa Talent Agency).
Sfogliando un volume trovato nella biblioteca, Ai ha una visione del suo regno e di suo padre: scopre così di essere figlia del re di Ai-Land. Intanto Kai, uno degli angeli responsabili della Seconda Rivoluzione, litiga con Nora, suo cugino e complice. Al centro della lite è il fatto che Kai ha inviato sulla Terra Tess, la Furia con le ali da dragone, allo scopo di cercare Ai.
Sentendo l'odore di Ai, Tess aggredisce Kent; a questo punto, quando il ragazzo le chiede spiegazioni, Ai decide che è meglio allontanarlo, e firma un contratto con la H. T. A., che probabilmente è in grado di proteggerla.
In breve tempo, Ai diventa una celebre rockstar. Capricciosa e ribelle come una diva, non sopporta il metodo della H. T. A., che cerca di rendere la sua musica un prodotto meramente commerciale, mettendo delle catene alla sua libertà artistica e personale.
Il passato di Ai emerge grazie a un libro trovato da Kent in biblioteca. La ragazza viene da Ai-Land, una dimensione nella quale convivono umani e creature chiamate dougen. Questi ultimi sono guidati da angeli il cui sangue contiene una risorsa energetica chiamata tenketsu. Per questo motivo gli umani li hanno schiavizzati, impadronendosi di questo fluido; il re Sei li ha crudelmente domati quando hanno tentato una rivolta, tenendo sua figlia, la principessa Ai, all'oscuro di tutto. Intanto Ai ha studiato i dougen e si è avvicinata a uno di loro, Nora, del quale si è innamorata. Lo scopo del viaggio di Ai è proprio quello di chiarire come realmente siano andate le cose e salvare Ai-Land.

## Temi
Nonostante il suo carattere di fumetto semplice e leggero, Princess Ai sviluppa in modo evidente una tematica in particolare: la musica, vista come una forza in grado di aiutare e salvare le persone. L'amore di Ai per il canto e per la musica in generale emerge sin dai primi capitoli; successivamente, quando diventa un personaggio pubblico con il nome d'arte Princess Ai, la ragazza si rende conto di come l'attenzione che riesce a catalizzare su di sé attraverso la musica somigli a un incantesimo. Emblematico è l'episodio in cui un'artista della H. T. A. minaccia il suicidio perché delusa dalle false promesse della casa discografica: Ai improvvisa una canzone, e grazie a questa la ragazza si convince di poter andare avanti comunque, ad esempio cercando una nuova etichetta.
Durante la sua esibizione allo show televisivo Una notte in Paradiso, Princess Ai viene attaccata da Tess, ma affrontandola continua imperterrita a cantare; la sua musica si rivela capace di convincere la stessa Tess a fidarsi delle intenzioni di Ai.
La musica è vista da Ai come una forza pura, una passione che non deve mai scendere a compromessi: questo è sottolineato dal carattere ribelle della rockstar, che non accetta alcuna imposizione da parte della casa discografica. Takeshi, ad esempio, avrebbe voluto cambiare il titolo di Catene spezzate in Incatenami; inoltre, allo show Una notte in Paradiso, Princess Ai si rifiuta di cantare una ballata e decide di esibirsi in un pezzo hardcore punk, consegnando lei stessa gli spartiti alla band che dovrà suonare.

## La principessa Ai e Courtney Love
Princess Ai è un libero adattamento in chiave fantasy della vita di Courtney Love. La stessa cantante ha dichiarato: "Ho sempre amato la cultura e il popolo giapponesi. La principessa Ai è un gran personaggio perché sembra essere il mio alter ego, ma in uno scenario fantasy". Il nome Ai si rifà alla stessa Love: la parola ai significa infatti "amore". È inoltre opinione diffusa che Kent, chitarrista biondo e sensibile, sia basato su Kurt Cobain, marito scomparso della musicista e leader dei Nirvana. La scatola a forma di cuore di Ai, inoltre, sembra essere un chiaro richiamo alla canzone dei Nirvana Heart Shaped Box, ispirata appunto da una "scatola a forma di cuore" che Courtney Love aveva regalato a Cobain.
Da un punto di vista estetico, il personaggio di Ai è sviluppato secondo i canoni dello stile gothic lolita, molto diffuso tra le harajuku girls, che ha influenzato molti personaggi presenti in altri manga (Paradise Kiss, Godchild, Othello, Chobits, xxxHOLiC, Pitaten).

## Volumi del fumetto
Princess Ai si compone di tre volumi, pubblicati in Italia da J-Pop.
- Volume 1: Destitution
- Volume 2: Lumination
- Volume 3: Evolution

## Canzoni che compaiono nel corso del fumetto

### Volume 1:Destitution
- Hold On To Me, scritta da Courtney Love
- Bleeding Heart, scritta da D.J. Milky

### Volume 2:Lumination
- Broken Leash (Catene spezzate nella versione italiana), scritta da D.J. Milky
- Primal Fury, scritta da D.J. Milky
- Seraph Seranade, scritta da D.J. Milky
- Suicide Ride, scritta da D.J. Milky

### Volume 3:Evolution
- Daughter of Death, scritta da D.J. Milky
- Look Out For Love, scritta da D.J. Milky
- Whole, scritta da D.J. Milky

## Media e gadget
È in produzione un anime tratto dall'opera: il suo titolo sarà Princess Ai ~Ai-land Chronicles~ ed è stato annunciato come "un connubio completamente nuovo di live action e animazione in stile gothic lolita".
Alla pubblicazione di Princess Ai si accompagna inoltre un merchandising di proporzioni notevoli, che propone un CD musicale, bambole, poster, calendari, segnalibri, spille e quant'altro.